# Coscinia striata
Coscinia striata là một loài bướm đêm thuộc phân họ Arctiinae, họ Erebidae.